# دهانه بیجورد
دهانه بیجورد نام یک دهانهٔ گردشگری در نزدیکی روستای بیجورد، شهرستان بردسکن است که در بین دو کوه سرتنگل و بیجورد واقع می‌باشد.